# Brousses-et-Villaret
 Brousses-et-Villaret  es una población y comuna francesa, en la región de Languedoc-Rosellón, departamento de Aude, en el distrito de Carcasona y cantón de Saissac.

## Demografía
| 190 | 207 | 227 | 222 | 254 | 307 |
| Para los censos de 1962 a 1999 la población legal corresponde a la población sin duplicidades (Fuente: INSEE [Consultar]) |     |     |     |     |     |